# Апоел (Йерусалим)
„Апоел Йерусалим“ (на иврит: מועדון כדורגל הפועל ירושלים, Mo'adon Kaduregel Hapoel Yerushalayim) е израелски футболен клуб от град Йерусалим. Клубът е основан през 1926 г. През 1959 година прави дебюта си в Премиер лигата. От 2014 година играе домакинските си мачове на стадион „Теди“ с капацитет 31 733 места. Състезава се в Премиер-лигата на Израел.

## Успехи
- Висша лига
  -  Бронзов медалист (1): 1972/73
- Лига Леумит
  -  Шампион (3): 1949/50, 1979/80, 1987/88
- Трета лига на Израел
  -  Шампион (3): 2001/02, 2007/08, 2010/11
- Купа на Израел
  -  Носител (1): 1972/73
  -  Финалист (3): 1942/43, 1971/72, 1997/98
- Щатска купа 
  -  Носител (1): 1973
- Купа Рагиб ал-Нашашиби 
  -  Носител (1): 1929[1]